# Xưn xe tạp
Xưn xe tạp hay dây rưng ngựa, na leo, nắm cơm, hải phong đằng (danh pháp: Kadsura heteroclita) là một loài thực vật có hoa trong họ Schisandraceae. Loài này được (Roxb.) Craib miêu tả khoa học đầu tiên năm 1925.